# Yook Sung-jae
Đây là một tên người Triều Tiên, họ là Yook.
Yook Sung-jae (Hangul: 육성재, Hanja: 陸星材, Hán-Việt: Lục Tinh Tài, sinh ngày 2 tháng 5 năm 1995), thường được gọi là Sungjae, là một ca sĩ, diễn viên người Hàn Quốc. Anh là em út của nhóm nhạc BTOB dưới sự quản lý của công ty Cube Entertainment.

## Sự nghiệp
Tuổi thơ
Yook Sungjae được sinh ra ở Suwon, Gyeonggi-do. Sungjae lớn như một đứa trẻ nhút nhát và xuất thân trong một gia đình giàu có.

### Trước khi ra mắt
Trước khi trở thành thực tập sinh của Cube Entertainment và ra mắt là một thành viên của BTOB, SungJae đã từng tham gia một cuộc thi thử giọng của JYP Ent. nhưng đã bị loại ở vòng cuối cùng.

### 2012: Ra mắt là thành viên BTOB
Bài chi tiết: BTOB
Nhóm đã phát hành một mini-album (cùng một phiên bản châu Á đặc biệt) và ba đĩa đơn. Anh đã tham gia viết lời cho ca khúc "비밀 (Insane)", bài hát đầu tay của nhóm cùng hai thành viên Lee Minhyuk và Jung Illhoon.

### Hoạt động solo
Vào tháng 7 năm 2014, Yook SungJae trở thành một trong ba MC chính của Global Request Show: A Song For You cùng Super Junior's Kang In và F(x)(Amber).
Cũng trong năm 2014, anh được chọn vào một vai chính trong phim truyền hình Plus Nice Boys (TvN) và là thành viên thường xuyên trong show thực tế Real Men.
Năm 2015, anh đóng vai nam chính trong bộ phim học đường Who Are You: School 2015 (KBS) cùng với diễn viên nhí Kim So-hyun và người mẫu, diễn viên Nam Joo-hyuk.
Năm 2015, anh tham gia chương trình We got married cùng Joy (Red Velvet). Chương trình kéo dài 45 tập.
Cuối năm 2017, anh tham gia show tạp kĩ Master in the House cùng với Lee Seung-gi, Lee Sang-yoon và Yang Se-hyung.

## Danh sách đĩa nhạc
Đối với hoạt động của Yook SungJae cùng BTOB, xem BTOB

### Nhạc phim
| Tiêu đề            | Năm  | Album                                      | Thành viên                     |
| ------------------ | ---- | ------------------------------------------ | ------------------------------ |
| "Curious"          | 2014 | Plus Nine Boys Ost Part.4                  | Seunghee (CLC) và Yook SungJae |
| "Love Song"        | 2015 | Who Are You: School 2015 Ost Part.8        | Park Hae Soo và Yook SungJae   |
| "Loving you again" | 2015 | The Scholar Who Walks The Night Ost Part 3 | Yook Sungjae                   |

### Music Video
| Tiêu đề            | Năm  | Album                               | Thành viên                                              |
| ------------------ | ---- | ----------------------------------- | ------------------------------------------------------- |
| "Confession"       | 2014 | I'll be your Melody Season 2        | Yook Sung Jae                                           |
| "Stress Come on!"  | 2014 | -                                   | Yook Sung Jae và Jackson (Got7), N (VIXX), Hyuk (VIXX). |
| "Ojingeo Doenjang" | 2015 | -                                   | Yook Sung Jae và Jackson (Got7), N (VIXX), Hyuk (VIXX)  |
| "Photograph"       | 2015 | -                                   | Kim Nam Joo (Apink) và Yook Sung Jae                    |
| "Love Song"        | 2015 | Who Are You: School 2015 Ost Part.8 | Yook Sung Jae và Park Hye Soo                           |
| ''Young Love''     | 2015 |                                     | Yook Sung Jae và Joy                                    |

## Phim và chương trình truyền hình

### Show truyền hình
| Năm       | Kênh | Tiêu đề                        | Vai trò                                                           |
| --------- | ---- | ------------------------------ | ----------------------------------------------------------------- |
| 2012      | SBS  | MTV The Show 2                 | MC (cùng BTOB's Minhyuk và Girl's Day's Minah)                    |
| 2012      | MBC  | Idol QTV Miracle on 7th Street | khách mời (cùng Minhyuk)                                          |
| 2012      | KBS2 | Let's Go Dream Team            | khách mời                                                         |
| 2014      | KBS2 | Let's Go Dream Team            | khách mời                                                         |
| 2014-2015 | MBC  | Real Men                       | khách mời thường xuyên (tập 77-88)                                |
| 2014      | MBC  | HitMaker Season 1 & 2          | Thành viên cố định cùng Jackson (GOT7), N (VIXX), Hyuk (VIXX)     |
| 2014-2015 | KBS  | A Song For You Season 3        | MC                                                                |
| 2015      | KBS  | Invisible Man                  | thành viên cố định                                                |
| 2015      | MBC  | King Of The Masked Singer      | khách mời                                                         |
| 2015      | MBC  | We Got Married                 | cặp đôi mới cùng Joy (Red Velvet)                                 |
| 2017      | jTBC | Let's Eat Dinner Together      | khách mời (tập 29)                                                |
| 2017-2020 | SBS  | Master In The House            | Thành viên cố định cùng Lee Seung-gi, Lee Sang-yoon, Lee Se-huyng |

### Phim truyền hình
| Năm       | Kênh | Tiêu đề                        | Vai trò                         | Chú thích           |
| --------- | ---- | ------------------------------ | ------------------------------- | ------------------- |
| 2013      | Mnet | Monstar                        | Thành viên Arnold, Men in Black | Vai phụ             |
| 2013      | SBS  | Người thừa kế                  | Bản thân                        | Cameo cùng với BTOB |
| 2013      | TvN  | Lời hồi đáp 1994               | Sook Sookie                     | Vai phụ             |
| 2014      | TvN  | Plus Nine Boys                 | Kang Min-gu                     | Vai chính           |
| 2015      | KBS2 | Học đường 2015                 | Gong Tae-kwang                  | Nam thứ             |
| 2015      | SBS  | The Village: Secret of Achiara | Park Woo Jae                    | Vai chính           |
| 2016-2017 | TvN  | Yêu tinh                       | Yoo Deok-hwa                    | Vai phụ             |
| 2020      | JTBC | Mystic Pop-up Bar              | Han Kang-Bae                    | Vai chính           |
| 2022      | MBC  | Thìa vàng                      | Lee Seung-cheon                 | Vai chính           |